# 拉夫流浪足球會

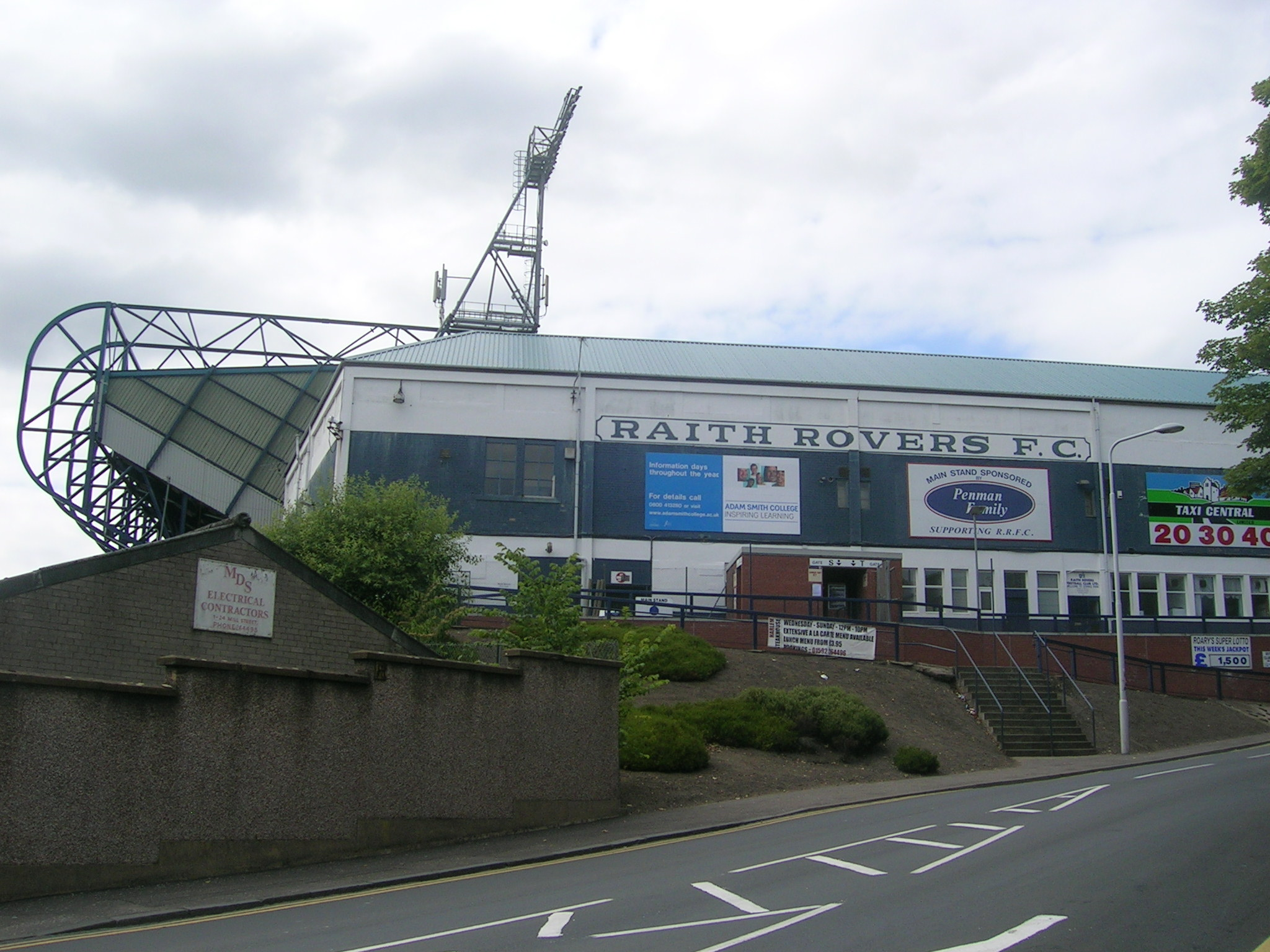
斯塔克公園球場

拉夫流浪足球會（英語：Raith Rovers Football Club）是位於蘇格蘭法夫（Kirkcaldy）的足球會。
於2008–09年獲得苏乙联赛冠軍升級到蘇格蘭甲組聯賽作賽。由於過往曾取得不錯的成績，拉夫流浪是在蘇格蘭足球低級別球隊中較受擁護的球會之一，吸引經常入場支持的球迷超過 1,500 人。
在法夫本地另有三支高級別的聯賽球會，分別是位於東部8英哩外的東法夫（East Fife），西部9英哩外的考登比亚夫（Cowdenbeath）及14英哩外的鄧弗姆林。
「拉夫」（英語：Raith，苏格兰盖尔语：rath "fort"）是位於（Kirkcaldy）以西的一處地方，以發生於596年的「拉夫之戰」（Battle of Raith）而聞名。雖然當地很多事物以此命名，但本身卻不是民居的城鎮或村落。1994年蘇格蘭聯賽盃決賽拉夫流浪對些路迪，加時後雙方仍然踢成2-2平手，互射十二碼定勝負，拉夫流浪在突然死亡領前 6–5，輪到些路迪隊長保羅·麥史迪（Paul McStay）主射，BBC的評述員在射球前說：「他應該不會射失的！」，但麥史迪卻射失了，拉夫流浪贏得首個全國性盃賽冠軍，這時BBC的評述員驚呼：「拉夫流浪的球迷今晚可以在『拉夫』街上跳舞。」 （They'll be dancing in the streets of Raith tonight!!），雖然普遍將這錯誤歸咎於英國籍的大衛·高文（David Coleman），但實際說這話的是蘇格蘭人森姆·禮治（Sam Leitch）；亦有說是1960年代拉夫流浪一場大勝中發生的小插曲。

## 球衣與會徽
拉夫流浪足球會在2008–09年球季穿著的主場球衣是模仿其1887年球衣的款式，用以紀念125週年會慶，為右半深藍及左半白的球衣及深藍短褲，左胸會徽下繡有金色「125年」（125 years）；作客球衣則為銀色球衣與短褲。
拉夫流浪在1970年代以前的球衣上並沒有會徽，70年代的會徽是球會的英文簡稱「R.R.F.C.」由左至右作45度角向下傾斜；到了1980年代的第二代會徽是藍色盾牌，內有白色獅子及上有足球，被藍色粗框圓圈環繞，圈內有反白球會英文全名；到了1990年代更新的會徽為白色獅子手執盾牌，盾牌上有球會的英文簡稱「R.R.F.C.」及足球，外圍藍底幼白邊盾形框；現時的會徽其實是球迷會的會徽，採用了前球迷會榮譽會長蒙路-費格遜（A.B.L Munro-Ferguson）的家族紋章而成；各個會徽的圖案可在拉夫流浪官網 （页面存档备份，存于）中找到。

## 競爭對手
拉夫流浪在本地的主要競爭對手是其他三隊以法夫為基地的高級別聯賽球隊及福爾柯克，而被稱為打吡的對手是東法夫，但最激烈的對手其實是鄧弗姆林。

## 榮譽
- 蘇格蘭甲組〈第二級〉聯賽
  - 冠軍（2）：1992/93年、1994/95年；
- 蘇格蘭乙組聯賽
  - 冠軍（3）：1907/08年、1937/38年、1948/49年；
  - 亞軍（4）：1908/09年、1909/10年、1926/27年、1966/67年；
- 蘇格蘭乙組〈第三級〉聯賽
  - 冠軍（2）：2002/03年、2008/09年；
  - 亞軍（3）：1975/76年、1977/78年、1986/87年；
- 蘇格蘭足總盃
  - 亞軍（1）：1912/13年；
- 蘇格蘭聯賽盃
  - 冠軍（1）：1994/95年；
  - 亞軍（1）：1948/49年；
- 法夫盃（Fife Cup） 
  - 冠軍（2）：2001/02年、2003/04年；
  - 亞軍（1）：2007/08年；

## 外部連結
- Official site (requires registration for some sections) （页面存档备份，存于）
- Rovers MAD （页面存档备份，存于）
- BBC Sport homepage for club （页面存档备份，存于）
- Statistics site
- Details of their record-breaking 142 League goals in 1937/38 （页面存档备份，存于）